# Маніфест комуністичної партії
Маніфе́ст комуністи́чної па́ртії (нім. Manifest der Kommunistischen Partei) — перший програмний документ європейського комуністичного руху, що був написаний Карлом Марксом та Фрідріхом Енґельсом за дорученням II конгресу Союзу комуністів. Уперше виданий 21 лютого 1848 року.
Маніфест проголошує невідворотність загибелі капіталізму від рук пролетаріату. У ньому поданий стислий виклад основних положень марксизму та його філософських і політичних засад. У «Маніфесті комуністичної партії» розкриті закони суспільного розвитку, неминучість зміни способів виробництва, обґрунтована історична місія пролетаріату як революційного перетворювача старого суспільства та творця нового ладу, виразника інтересів трудового класу. У «Маніфесті комуністичної партії» розкрита історична роль партії комуністів як авангарду робітничого класу, викладена теорія класової боротьби як рушійної сили розвитку класово-антаґоністичних формацій. Важливе місце У «Маніфесті комуністичної партії» займає критичний огляд немарксистських теорій соціалізму та реакційних псевдосоціалістичних вчень.

## Ідеї
Для найбільш розвинених країн автори «Маніфесту» пропонували такі «досить загальні в ужитку заходи»:
1. Експропріація власності на ґрунтах і повернення ґрунтової ренти на державні видатки.
2. Великий прогресивний податок.
3. Скасування спадкового права.
4. Конфіскація власності усіх емігрантів і бунтарів.
5. Централізація кредиту в руках держави за допомогою національного банку, державного капіталу і виїмкової монополії.
6. Централізація засобів транспорту в руках держави.
7. Побільшення числа національних фабрик, засобів виробництва, обробітку та поліпшення ґрунтів відповідно до спільного плану.
8. Однаковий для усіх обов'язок працювати, заведення промислових армій, особливо для хліборобства.
9. Об'єднання хліборобської праці з промисловою, вплив на постійне знищення різниці між містом та селом.
10. Публічне і безплатне виховання усіх дітей. Знесення дитячої фабричної праці в її теперішній формі. Об' єднання виховання з матеріальною продукцією і т. ін.

## Зміст
1. Буржуа й пролетарі
2. Пролетарі та комуністи

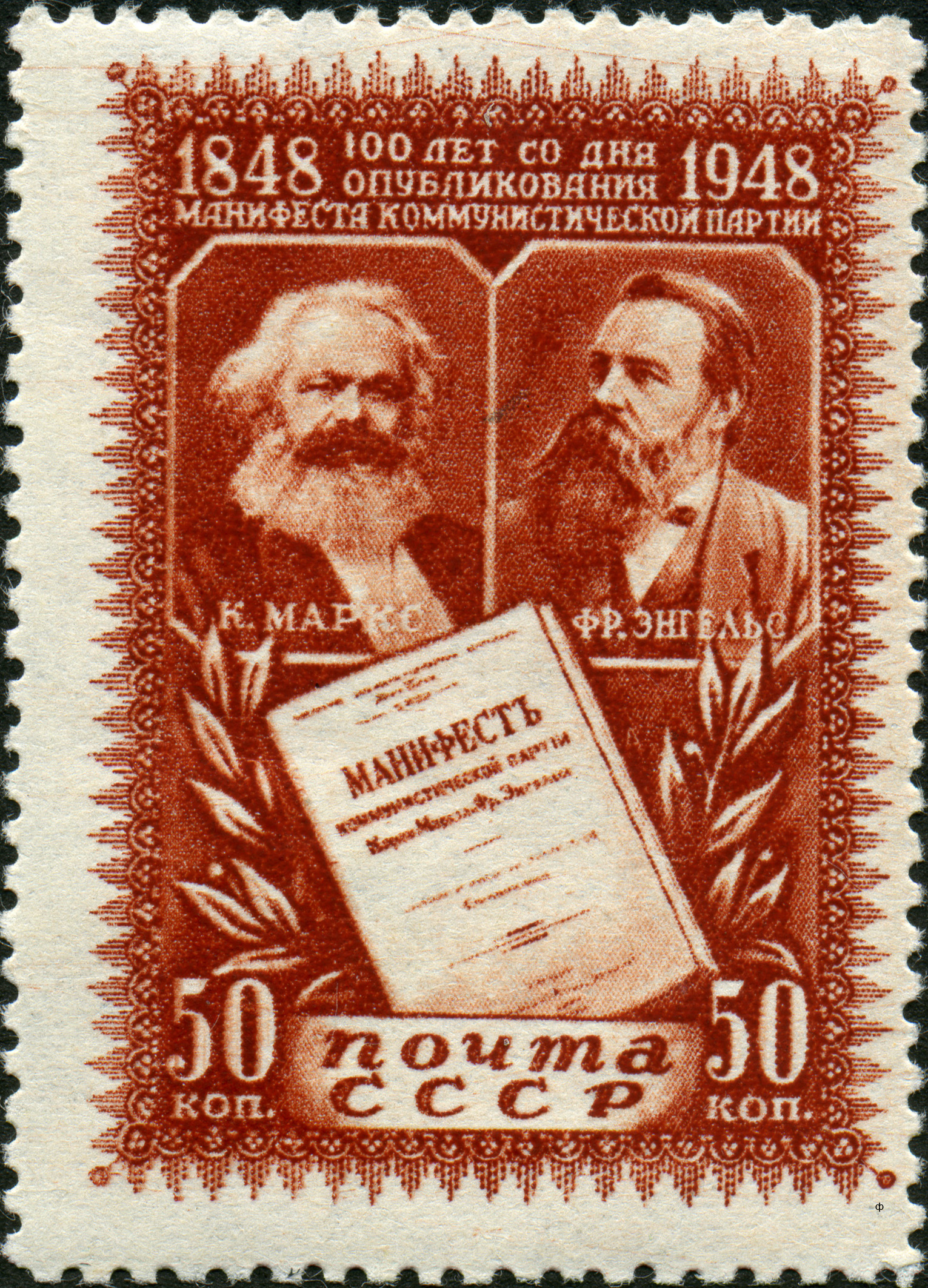
Радянська поштова марка до 100-річчя «Маніфесту», 1948 рік

3. Соціялістична і комуністична література
  1. Реакційний соціялізм
    1. Феодальний соціялізм
    2. Дрібно-буржуазний соціялізм
    3. Німецький або «справжній» соціялізм

  2. Консервативний або буржуазний соціялізм
  3. Критично-утопічний соціялізм і комунізм
4. Савлення комуністів до різних опозиційних партій

## Цитати

### Буржуа й пролетарі
Привид ходить по Європі — привид комунізму. Всі сили старої Європи — папа і цар, і Метерніх і Ґізо, і французькі радикали і німецькі поліцаї — всі з'єдналися до святої боротьби з цим привидом.
Історія всїх дотеперішних суспільств — се історія класової боротьби.
Ціле суспільство чим раз, то все більше та більше росколюється на два великих ворожих табори, на дві великі, цілком протилежні одна до одної, кляси — буржуазію та пролєтаріят.
Сучасний уряд це є лиш комітет, що порядкує спільними справами всієї буржуазії.
Усе, що станове і нерухоме, — зникає....
Потреба збутку, який безупинно розростався б, примушує буржуазію ганяти по всьому світі. Їй усюди треба пролізти, скрізь улаштуватись, скрізь зав'язати зносини.
Буржуазія віддала село під панування міста, вона здобувала величезні міста, вона значно побільшила число міського населення супроти сільського і таким чином визволила значну частину населення від вузького, обмеженого життя на селі. Так само, як село стало залежним од міста, так само варварські і напів варварські країни стали залежними од цівілізованих, хліборобські народи - од буржуазних народів, Схід - од Заходу.
... буржуазія не тільки викувала зброю, яка її доведе до погибелі; вона також породила людей, які візьмуть ту зброю у руки — вона породила сучасних робітників, пролетарів. Помірно з тим як розвивається буржуазія, тобто капітал, помірно з тим розвивається і пролетаріят, кляса сучасних робітників, що живуть доти, доки мають роботу, і що находять собі роботу лиш доти, доки їхня робота побільшує капітал.
Робітники, що мусять себе продавати од штуки, це такий же товар, як і всяка иньша річ у торговлі, і через це вони підлягають всім змінам конкуренції, всїм хвилюванням ринку. Через заведення машин і поділ праці,праця пролетарів втратила весь свій самостійний характер, а через те і всю принаду для робітників. Робітник став простим додатком до машин; від нього потрібують лиш самих простих, дуже одноманітних рухів, яких зовсім неважко навчитися. Через це і коштує робітник лиш трохи не стільки, скільки потрібно на його утримання та на росплоджування його раси. А ціна кожного товару, а значить і праці-рівна коштом його продукції. Значить, чим обридливійшою стає праця, тим меншою стає платня.
Дотеперішні дрібні середні прошарки суспільства, дрібні промисловці, купці і рантьє, ремісники і селяни, всі ці ґрупи обертаються в пролетаріят,почасти через те, що їх невеличкого капіталу бракує для провадження великого промислу і занепадає через конкуренцію більших капіталістів, почасти через конкуренцію більших капіталїстів, почасти через те, що їх зручність при нових засобах продукції губить свою вартість. Оттак рекрутується пролетаріят з усїх ґруп населення.

### Пролетарі та комуністи
Комуністична революція це є найрадікальнійше розлучення з історичними відносинами власности.
На місці старого буржуазного суспільства з його клясами і клясовими антаґонізмами повстає спілка, в якій вільний розвиток кожного є умовою для вільного розвитку усїх.

### Відносини комуністів до різних опозиційних партій
Хай тремтять пануючі кляси перед комуністичною революцією. Пролетарі нічого в ній не можуть загубити крім своїх кайданів. Та вони в ній мають світ завоювати. Пролетарі всіх країн, єднайтеся!.

## Спадщина
«Маніфест комуністичної партії» був і залишається вихідним пунктом для політичних програм соціалістичних, комуністичних і робітних партії всього світу.
Деякі пункти загальної проґрами комуністичної революції, запропонованої в розділі «Пролетарі та комуністи», були виконані в багатьох розвинених капіталістичних країнах:
- прогресивна (поступова) система оподаткування доходів фізичних осіб[15];
- стрімке зростання кількості державних підприємств (національних фабрик) після другої світової війни, що дало підстави говорити про побудову державного або державно-монополістичного капіталізму; попри масштабні приватизації, що розпочалися у першій половині 1980-х, станом на середину 2010-х кількість зайнятих, приміром, у державному секторі Франції становить 25%[16], а серед сучасних великих компаній, що в них контрольний пакет акцій належить державі, — Amtrak (США), Deutsche Bahn (Німеччина), Électricité de France (Франція), «Нова люблянська банка» (Словенія), «Онтаріо павер дженерейшн» (Канада), RAG Aktiengesellschaft (Німеччина), «Талес» (Франція), «Ферровіє делло стато італієне» (Італія), «ЧЕЗ» (Чехія) та багато інших.
- перетворення сільського господарства (хліборобської праці) на промисловість і злиття її з хімічною і фармакологічною промисловістю[17];
- безкоштовна початкова та середня освіта;
- заборона дитячої праці на фабриках і заводах (формально заборонена праця дітей віком до 15 років на практиці, на жаль, існує у багатьох країнах, в тому числі на Заході[18]).

2013 року ЮНЕСКО внесло «Маніфест комуністичної партії» (та Марксів «Капіталі») до списку документальної спадщини як твори всесвітнього значення і неабиякої загальної цінності.

## Окремі видання українською
- К. Маркс і Ф. Енгельс. Маніфест Комуністичної партії. — Львів: Вид-во Укр. соц. партії, друк. Уділова, 1902.  — VI, 50 с. Містить вступ за підписом «Від видавців укр. перекладу» [с. III-VI].
- К. Маркс і Ф. Енгельс. Маніфест Комуністичної партії. — Львів: Вид-во Укр. соц. партії, друк. Уділова, 1902. — 50 с. Без вступу «Від видавців укр. перекладу», як перший номер в серії «Бібліотеки українського робітника».
- К. Маркс і Ф. Енгельс. Комуністичний маніфест. З нім. пер. В. Коваль. — Львів, «Боротьба», друк. Уділова, 1905. — 39 с.
- К. Маркс і Ф. Енґельс. Комуністичний маніфест / Пер. з нім. В. Левинського. — Клівленд: Виданє Української федерації Американської соціялїстичної партії, 1917. — 60 с.
- К. Маркс і Ф. Енгельс. Комуністичний маніфест. [З передмовою авт. до вид. 1872 р., Енгельса до вид. 1883, 1890 рр. і вступ. словом К. Кауцького (с. 3-18)] / Пер. П. Петрика. Під ред. М. Порша. — Київ:, «Знання, то — сила», 1918. — 80 с.
- К. Маркс і Ф. Енгельс. Комуністичний маніфест. Вступне слово К. Каутського. Пер. П. Петренка. — Київ: Державне видавництво України, 1920. — 74 с.
- К. Маркс і Ф. Енгельс. Комуністичний маніфест. [З передмовами К. Маркса та Ф. Енгельса і вступним словом К. Каутського. Пер. з 8 нім. вид. П. Петрика]. Вид. 2-е. — Полтава: Полт. філіал ВДВ, друга рад. друк., 1920. — 82 с.
- К. Маркс і Ф. Енгельс. Комуністичний маніфест. Вступ слово К. Каутського. Пер. П. Петрика. — Київ: Державне видавництво України, 1921. — 76 с.
- К. Маркс і Ф. Енгельс. Комуністичний маніфест. За ред. і з передмовою І. Квасниці. [Передмова К. Маркса і Ф. Енгельса 1872 р., передмова Ф. Енгельса 1883, 1890 рр.]. Справлений пер. В. Коваля 1905. — Львів: Видавництво Культурно-освітньої комісії УСДП; друк. «Діла», 1922. — 36 с.
- К. Маркс і Ф. Енгельс. Комуністичний маніфест (1848-1923). Пер. з рос. вид. за ред. Я. Білика. —  Харків: «Шлях освіти», 1923. — 137 с.
- К. Маркс і Ф. Енгельс. Комуністичний маніфест. Пер. з 2-го доп. рос. вид. звірений з нім. текстом «Комуністичного маніфесту». За ред П. Довгопола. — Харків: Державне видавництво України, 1927. — 293 с.
- К. Маркс і Ф. Енгельс. Комуністичний маніфест. Вступ і пояснення Д. Рязанова. — Харків: Державне видавництво України, 1930. — 188 с.
- К. Маркс і Ф. Енгельс. Комуністичний маніфест. З передмовою і приміт. Д. Рязанова. Пер. з 5-го доп. рос. вид. звірений з нім. текстом «Комуністичного маніфесту». Вид. 2-е. — Х., ДВУ, 1930. — 488 с.
- К. Маркс і Ф. Енгельс. Маніфест Комуністичної партії. Пер. з нім. за ред. С. Вікула. — Харків: «Пролетар», 1932. — 112 с.
- К. Маркс і Ф. Енгельс. Маніфест Комуністичної партії. — Київ: Партвидав ЦК КП(б)У, 1935. — 58 с.
- К. Маркс і Ф. Енгельс. Маніфест Комуністичної партії. [З передмовою авторів 1872 і 1882 рр., з передмовою Енгельса 1883 і 1890 рр.] — Київ: Партвидав ЦК КП(б)У, 1937. — 59 с.
- [К. Маркс і Ф. Енгельс.] Маніфест Маркса-Енгельса. Вид 2-е. — Львів, 1937. — 63 с. Точний передрук твору Маркса і Енгельса «Комуністичний маніфест», вид. Культ.-освіт. комісією УСДП у Львові в 1922 р.
- К. Маркс і Ф. Енгельс. Маніфест Комуністичної партії. 1848-1938. — [Київ-Одеса], «Молодий більшовик», 1938. — 104 с.
- К. Маркс і Ф. Енгельс. Маніфест Комуністичної партії. 1848-1938. — Київ: Держполітвидав при РНК УРСР, 1938. — 176 с.
- К. Маркс і Ф. Енгельс. Маніфест Комуністичної партії. [Пер. Укр філіалу Ін-ту Маркса-Енгельса-Леніна при ЦК ВКП(б)].  — Київ: Політвидав ЦК КП(б)У, 1941.  —  85 с.
- К. Маркс і Ф. Енгельс. Маніфест комуністичної партії. — Київ, 1968.
- К. Маркс і Ф. Енгельс. Маніфест комуністичної партії. | К. : Політвидав України, 1970 — 100 арк; 8 іл.; суперобкл. Формат 70/841/32
- К. Маркс і Ф. Енгельс. Маніфест комуністичної партії. — Київ, 1975. — 61 с.Мініатюрний формат.
- Карл Маркс і Фрідріх Енґельс. Маніфест комуністичної партії / Пер. з нім. — Київ: Вперед, 2010. — 55 с. Перше післярадянське видання. За основу взято пер. за ред. Д. Рабиновича: Інституту Маркса-Енгельса-Леніна.